# The Face Behind the Mask
The Face Behind the Mask is een horrorfilm en film noir van Robert Florey uit 1941, met Peter Lorre en Evelyn Keyes in de hoofdrollen. Het is een verfilming van het toneelstuk Interim, geschreven door Thomas Edward O'Connell. Het verhaalt hoe de American Dream lelijk kan uitpakken.

## Plot
De Hongaarse horlogemaker Janos Szabo (Peter Lorre) is naar New York geëmigreerd in de hoop op een rijk leven. Tijdens een hotelbrand raakt zijn gezicht echter verminkt, waarna hij alleen als bordenwasser de kost kan verdienen. Szabo raakt gefrustreerd en sluit zich als zakkenroller aan bij de bende van Dinky (George E. Stone). Hij klimt zich op tot bendeleider en verzamelt genoeg geld om zich een realistisch masker van latex aan te schaffen.
Janos wordt verliefd op Helen (Evelyn Keyes), een blinde vrouw die zijn goede kanten waardeert. Zij moedigt Janos aan om de bende te verlaten en uiteindelijk gaat hij akkoord. De bendeleden geloven echter dat Janos hen aan de politie heeft geraden en trachten hem met een autobom te doden. Hij overleeft de aanslag, maar Helen wordt gedood.
Om wraak te nemen vermomt Janos zich als piloot van het privévliegtuig waarmee de bende de stad verlaat. Hij landt in de woestijn van Arizona en laat de brandstof uit het vliegtuig lopen. De bende is nu zonder voedsel en water gestrand. Aan het einde van de film vindt de politie Janos' lichaam en dat van zijn bendeleden.

## Cast
| Acteur            | Personage            |
| ----------------- | -------------------- |
| Peter Lorre       | Janos "Johnny" Szabo |
| Evelyn Keyes      | Helen Williams       |
| Don Beddoe        | Lt. Jim O'Hara       |
| George E. Stone   | Dinky                |
| John Tyrrell      | Watts                |
| Cy Schindell      | Benson               |
| Stanley Brown     | Harry                |
| James Seay        | Jeff Jeffries        |
| Charles C. Wilson | Chief O'Brien        |
| Warren Ashe       | Johnson              |
| George McKay      | Terry Finnegan       |

## Ontvangst
De film ging op 16 januari 1941 in première. Het werd matig ontvangen en ontving veel negatieve kritiek, met uitzondering van Lorre's acteerwerk. Zo noemde The New York Times de film "alweer een kaal melodramatisch experiment, waarin de talenten van Peter Lorre opnieuw worden belemmerd door afgezaagde dialogen en de gebruikelijke plotmanipulaties".
Latere reviews zijn positiever en de film heeft gaandeweg een cultstatus verworven. De filmcriticus Leonard Maltin gaf de film drie uit vier sterren en noemde het "zeer goed uitgevoerd met een klein budget".